# 99 프로게이머 코리아 오픈
99 프로게이머 코리아 오픈은 온게임넷 스타리그의 전신이자 세계 최초로 방영된 e스포츠 대회이다. 당시에는 온게임넷이 창립되기 전이었으므로 투니버스에서 방송했으며, 방송 기간은 1999년 10월 2일 ~ 1999년 12월 30일이다.
유일한 플레이오프 방식의 4강전이었고, 4강 입상선수에게 다음 시즌 시드를 배정했다. 당시 프로게이머 중 KPGL, 블리자드 래더 토너먼트 시즌 2에서 랭킹 1위, 각종 오프라인 대회들을 석권하면서, 당시 프로게이머 최강의 선수로 평가받고 있던 이기석이 예선에서 탈락하였다. 그러나 C조에 속해 있던 신길재가 개인사정으로 기권하게 되면서 그 자리를 이기석이 대신 메우게 되면서, 본선에 진출하였다.
당시 월간 깸에서 378명의 응모로 예상 우승후보 1위는 54.8%로 이기석이었고 2위는 봉준구/국기봉(10.1%) 4위는 현재 게임 해설가인 김창선(8.2%)이 차지했다.
99 PKO는 원래 PKO라는 업체가 투니버스에 자신들의 리그를 방영하기로 계약하고 리그를 시작한 것이었으나, 방영 며칠 전에 투니버스측과 PKO간의 의견충돌로 인해 PKO가 손을 떼고 대신 투니버스에서 독자적으로 리그를 진행하였다. 이러한 복잡한 사정으로 인해 이 대회는 첫 번째 스타리그로는 인정되지 않는다. 당시 게임대회에서 가장 큰 규모를 자랑하던 KPGL(한국 프로게임 리그)에서 개최한 오프라인 대회를 기본으로 해서 128명을 추린 뒤, 8명씩 16개조로 나눠서 조별 풀리그를 진행하였는데, 각 조 1위만이 99 PKO 16강 리그에 참가할 수 있었다.
이 대회에서는 거의 인지도가 없었던 최진우라는 선수가 우승을 하였다. 우승을 한 뒤 다음 리그인 2000 하나로통신배 투니버스 스타리그 8강 탈락, 왕중왕전 5연패 등으로 전성기는 조기에 마감되고 만다.

## 출전 선수
| 종족     | 명 | 이름                                      |
| 테란     | 4  | 김동구 박상규 빅터마틴 조정현             |
| 저그     | 4  | 국기봉 봉준구 장경호 최지명               |
| 프로토스 | 6  | 김성기 김창선 김태목 김태훈 이기석 정재철 |
| 랜덤     | 2  | 임우진 최진우                             |

## 16강
16강 조추첨에 따라 결정된 조에 따라서 한 선수가 한 경기씩 총 세 경기를 펼치게 되며, 한 조로 볼 때 총 여섯 경기를 치르게 된다.

### 본경기
| A조    | A조     | B조    | B조     | C조      | C조     | D조    | D조     |
| ------ | ------- | ------ | ------- | -------- | ------- | ------ | ------- |
| 봉준구 | 2승 1패 | 임우진 | 2승 1패 | 김동구   | 1승 2패 | 김창선 | 3승     |
| 김태훈 | 1승 2패 | 국기봉 | 2승 1패 | 빅터마틴 | 3패     | 조정현 | 1승 2패 |
| 김성기 | 1승 2패 | 김태목 | 2승 1패 | 이기석   | 3승     | 최지명 | 2승 1패 |
| 최진우 | 2승 1패 | 정재철 | 3패     | 박상규   | 2승 1패 | 장경호 | 3패     |

### 재경기
경기 결과 B조의 상위 3인의 전적이 동률이 되어서, 재경기를 하여 올라갈 선수를 가렸다.
| B조    | B조     |
| ------ | ------- |
| 김태목 | 1승 1패 |
| 임우진 | 0승 2패 |
| 국기봉 | 2승 0패 |

## 8강
8강 조추첨에 따라 결정된 조에 따라 한 선수가 1경기씩 총 3경기를 펼치게 되며, 한 조로 볼 때 총 6경기를 치르게 된다.
|   | A조              | 이기석 | 김태목 | 최지명 | 봉준구 |
| 1 | 이기석 (3승)     |        | 1-0    | 1-0    | 1-0    |
| 2 | 김태목 (2승 1패) | 0-1    |        | 1-0    | 1-0    |
| 3 | 최지명 (1승 2패) | 0-1    | 0-1    |        | 1-0    |
| 4 | 봉준구 (3패)     | 0-1    | 0-1    | 0-1    |        |

|   | B조              | 국기봉 | 최진우 | 김창선 | 박상규 |
| 1 | 국기봉 (3승)     |        | 1-0    | 1-0    | 1-0    |
| 2 | 최진우 (2승 1패) | 0-1    |        | 1-0    | 1-0    |
| 3 | 김창선 (1승 2패) | 0-1    | 0-1    |        | 1-0    |
| 4 | 박상규 (3패)     | 0-1    | 0-1    | 0-1    |        |

## 4강 ~ 결승전
|  | 3, 4위전 | 3, 4위전 | 3, 4위전 |  |  | 1, 2위전/플레이오프 | 1, 2위전/플레이오프 | 1, 2위전/플레이오프 |  |  | 결승전 | 결승전 | 결승전 |
|  |          |          |          |  |  |                     |                     |                     |  |  |        |        |        |
|  |          |          |          |  |  | L1                  | 이기석              | 2                   |  |  |        |        |        |
|  | A2       | 김태목   | 0        |  |  | W1                  | 최진우              | 3                   |  |  |        |        |        |
|  | B2       | 최진우   | 2        |  |  |                     |                     |                     |  |  | W1     | 최진우 | 3      |
|  |          |          |          |  |  |                     |                     |                     |  |  | W2     | 국기봉 | 2      |
|  |          |          |          |  |  | A1                  | 이기석              | 1                   |  |  |        |        |        |
|  |          |          |          |  |  | B1                  | 국기봉              | 2                   |  |  |        |        |        |

## 사용 맵 정보
| 이름   | Showdown | Ashrigo | Snowbound | Lost Temple |
| ------ | -------- | ------- | --------- | ----------- |
| 인원   | 2        | 4       | 4         | 4           |
| P vs Z | 3:0      | 1:4     | 0:3       | 3:6         |
| Z vs T | 2:1      | 3:0     | 1:1       | 1:0         |
| T vs P | 2:0      | 0:0     | 0:1       | 2:1         |
| Z vs Z | 0번      | 1번     | 1번       | 6번         |
| T vs T | 3번      | 0번     | 0번       | 1번         |
| P vs P | 2번      | 1번     | 4번       | 0번         |